# Florencia (Caquetá)
Florencia è un comune della Colombia, capoluogo del dipartimento di Caquetá.
Il centro abitato venne fondato da un gruppo di coloni nel 1902.